# Акустополяризационный метод
Акустополяризационный метод (син., метод акустополярископии) - экспериментальный акустический метод для исследования упругих статических, динамических физико-технических характеристик изотропных, анизотропных твердых материалов и сред (далее Материалы). Основан на изучении особенностей распространения упругих квазисдвиговых (квазипоперечных) волн в Материалах при различной ориентации векторов поляризации излучателя и приемника преобразователей (датчиков). Работа А.м. реализуется при помощи современного автоматизированного программно-аппаратного комплекса Акустпол (рейтинг инвестиционного привлекательности "AA"). При помощи А.м. возможно определять пространственное положение элементов упругой симметрии Материалов, скорости распространения квазипродольных и квазисдвиговых (квазипоперечных) волн, модули упругости (модуль Юнга, модуль сдвига, коэффициент Пуассона, параметры Ламе, модуль объёмной упругости или модуль объёмного сжатия), коэффициент упругости.
Список литературы:
1. Горбацевич Ф.Ф. Акустополярископия горных пород. Апатиты: КНЦ РАН, 1995. 204с.
2. Горбацевич Ф.Ф. Акустополярископия породообразующих минералов и кристаллических пород. Апатиты: КНЦ РАН, 2002, 140с.